# Milly Corinaldi
Milly Corinaldi, pseudonimo di Emilia Corinaldi (Venezia, 3 giugno 1923 – Rocca di Papa, 10 agosto 2006), è stata un'attrice italiana.

## Biografia
Nata a Venezia nel 1923, prese parte a diversi film dopo i 50 anni, sempre con ruoli secondari, ma di genere popolare per il pubblico, come la commedia, l'erotico, il comico e il grottesco. Tra i suoi titoli più noti figurano Sorbole... che romagnola (1976), Pappa e ciccia (1983) in cui ha impersonato l'iconico ruolo di una hostess sboccata, La chiave (1983) di Tinto Brass, La puttana del re (1990) e Caterina va in città (2003).
Morì a Rocca di Papa il 10 agosto 2006, all'età di 83 anni.

## Filmografia

### Cinema
- Sorbole... che romagnola, regia di Alfredo Rizzo (1976)
- La soldatessa alle grandi manovre, regia di Nando Cicero (1978)
- L'insegnante viene a casa, regia di Michele Massimo Tarantini (1978)
- La città delle donne, regia di Federico Fellini (1980)
- Pappa e ciccia, regia di Neri Parenti (1983)
- La chiave, regia di Tinto Brass (1983)
- Giovanni Senzapensieri, regia di Marco Colli (1986)
- Snack Bar Budapest, regia di Tinto Brass (1988)
- Io, Peter Pan, regia di Enzo Decaro (1989)
- L'avaro, regia di Tonino Cervi (1990)
- La puttana del re, regia di Axel Corti (1990)
- Paprika, regia di Tinto Brass (1991)
- Gangsters, regia di Massimo Guglielmi (1992)
- Briganti - Amore e libertà, regia di Marco Modugno (1993)
- La bruttina stagionata, regia di Anna Di Francisca (1996)
- L'amico di Wang, regia di Carl Haber (1997)
- Bagnomaria, regia di Giorgio Panariello (1998)
- Caterina va in città, regia di Paolo Virzì (2003)

### Televisione
- Quer pasticciaccio brutto de via Merulana, regia di Piero Schivazappa - miniserie TV (1983)
- Un medico in famiglia, regia di Anna Di Francisca - serie TV (1998)
- La squadra, regia di Donatella Maiorca - serie TV (2003)